# Aurora Russo
Aurora Russo (ur. 3 czerwca 2003) – włoska zapaśniczka walcząca w stylu wolnym. Olimpijka z Paryża 2024, gdzie zajęła piętnaste miejsce w kategorii 57 kg.
Zajęła 36. miejsce na mistrzostwach świata w 2023. Brązowa medalistka mistrzostw Europy w 2025. Druga na ME U-23 w 2025. Pierwsza na olimpijskim festiwalu młodzieży Europy 2019. Mistrzyni świata juniorów w 2023. Pierwsza na MŚ juniorów w 2023 i druga w 2021 roku.